# Julio Descartín
Julio Descartín Cristellys, (nacido el 7 de septiembre de 1941 en Zaragoza, Aragón y fallecido el 21 de junio de 2010 en la misma ciudad) fue un jugador de baloncesto, arquitecto, político y dirigente deportivo español.

## Trayectoria deportiva
Se inicia en el Colegio Marianista de Zaragoza, después con 16 años ingresó como juvenil en el Tenis Zaragoza, pasando al año siguiente al Iberia, donde juega durante 2 años. En el el Madrid ingresó con 18 años y ya en el año 1961 era jugador de pleno derecho del primer equipo, juega durante 6 años en el equipo merengue, consiguiendo multitud de títulos. Con 24 años se retira de la práctica activa del baloncesto.

## Después del baloncesto
Descartín siguió vinculado al mundo del deporte como directivo, pero también ejerció como político y como arquitecto. Fue directivo del Real Zaragoza entre 1971 y 1977, e incluso ejerció de presidente interino durante dos meses. Descartín, además, fue concejal del Ayuntamiento de la capital aragonesa hasta 1979 y ostentó el cargo de delegado provincial de Deportes. Como arquitecto, participó en el diseño de numerosas instalaciones deportivas, entre ellas la actual Ciudad Deportiva del Real Zaragoza y el Palacio de los Deportes de la capital maña.

## Palmarés como jugador
- 5 Ligas Españolas: 1962, 1963, 1964, 1965, 1966.
- 3 Copas del Rey: 1962, 1965, 1966.
- 2 Copas de Europa: 1964, 1965.